# Bunkyo Aoki
Bunkyo Aoki (青木文教, Aoki Bunkyo) est un tibétologue japonais (1886-1956).
Selon Hisao Kimura, le prêtre bouddhiste japonais Aoki Bunkyo séjourna de 1912 à 1916 au Tibet où il représentait, ainsi que Tada Tokan, le comte Ōtani Kōzui,. Selon Scott Berry, les relations tibéto-japonaises prirent fin en 1914 après la disgrâce du comte Ōtani Kōzui,.
Selon Alexander Berzin, Aoki Bunkyo y traduisit des manuels militaires en tibétain et aurait participé à l'élaboration du drapeau du Tibet, en y incoroporant le motif du soleil levant entouré de rayons, propre, aux drapeaux de la cavalerie et de l'infanterie japonaises de l'époque (motif qui par la suite fournit le dessin des drapeaux de la marine et de l'armée de terre japonaises pendant la Seconde Guerre mondiale). 